# Сабих
Сабих (ивр. סביח‎ [saˈbiχ]) — блюдо израильской кухни. Представляет собой питу или лаффу с жареными баклажанами, яйцами вкрутую, салатом кацуц, петрушкой, с манговым соусом амба и соусом тахини. Ингредиенты сабиха основаны на традиционном иракском быстром завтраке. Сабих подаётся во многих ресторанах и закусочных по всему Израилю, популярная уличная еда.

## Этимология
Существует несколько теорий происхождения названия «сабих». Многие считают, что оно связано с именем Сабиха Цви Халаби, еврея, родившегося в Ираке, который заправлял ресторанчиком в Рамат-Гане, и которому приписывают изобретение этого блюда.
Слово «сабих» также может происходить от араб. صباح‎ (арабское произношение: [sˤaˈbaːħ]), что означает «утро», поскольку ингредиенты этого кушанья типичны для иракского завтрака. Другая теория состоит в том, что «сабих» — аббревиатура от еврейских слов «салат», «бейца», «йотер хациль» (ивр. סלט ביצה יותר חציל‎), что означает «салат, яйцо, больше баклажанов». Вероятно, это юмористическая интерпретация и, следовательно, бэкроним.

## История
Идея бутерброда сабих, вероятно, была принесена в Израиль иракскими евреями, которые приехали в страну в 1940-х и 1950-х годах в качестве беженцев. По утрам, когда не было времени на приготовление завтрака, иракские евреи ели холодную пищу из предварительно заготовленных жареных баклажанов и сваренных вкрутую яиц, либо фаршированных в лаваш, либо с отварным картофелем. Баклажаны готовили накануне вечером.
В Израиле эти ингредиенты со временем стали популярными как фаст-фуд. Говорят, что впервые это блюдо было продано в Израиле в 1961 году в небольшом киоске на улице Узиэль в Рамат-Гане. В 2020 году площадь, примыкающая к нынешнему местонахождению заведения, получила название «площадь Сабиха».
Вариант без хлеба или лаваша называется салатом сабих («סלט סביח»‎).

## Ингредиенты
Сабих подаётся в лаваше, традиционно содержит ломтики жареных баклажанов, сваренные вкрутую яйца, соус танихи (тахини, лимонный сок и чеснок), израильский салат, мелко нарезанную петрушку и соус амба. В некоторых вариантах используется отварной картофель. Яйца традиционно готовят как хаминадос, медленно нагревая их в чолнте, пока они не станут коричневыми. На усмотрение той или иной закусочной блюдо может подаваться с зелёным или красным схугом в качестве приправы и посыпаться рубленым луком.

## Галерея

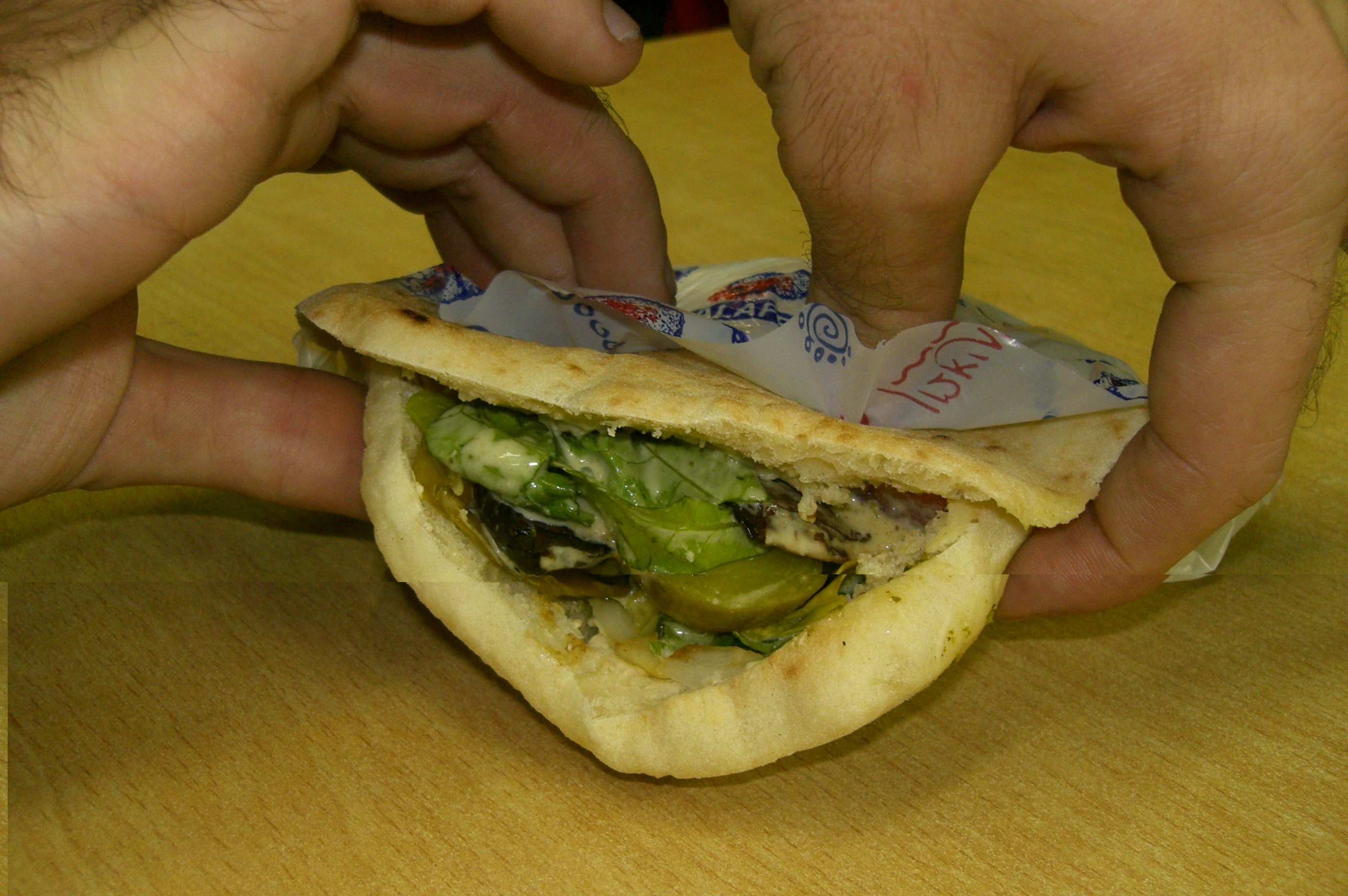
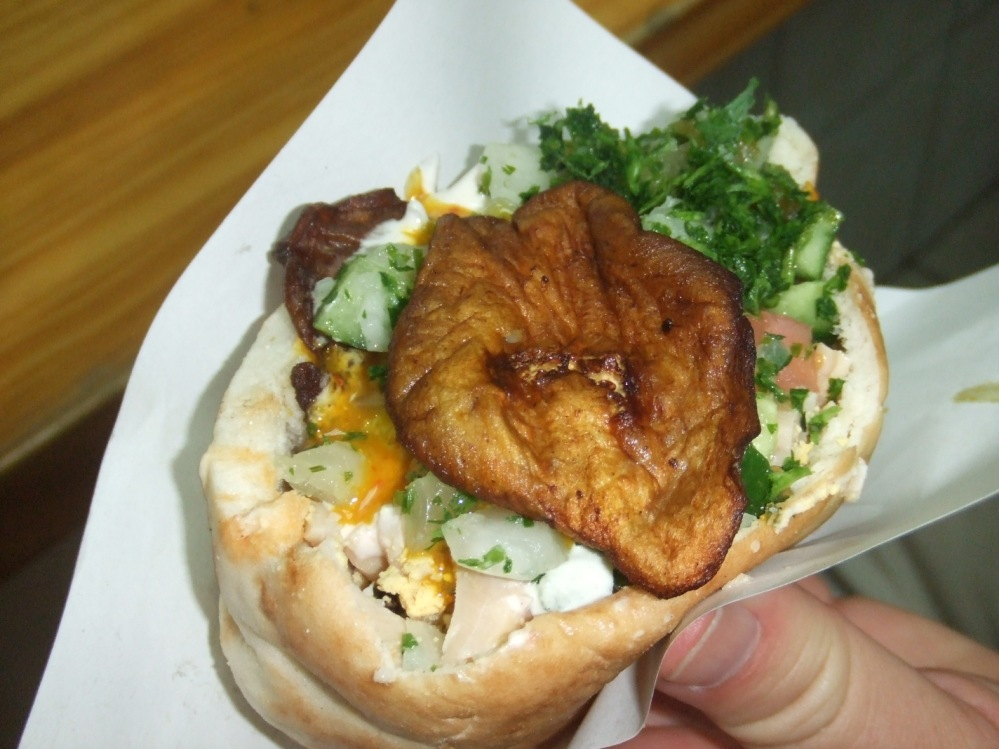
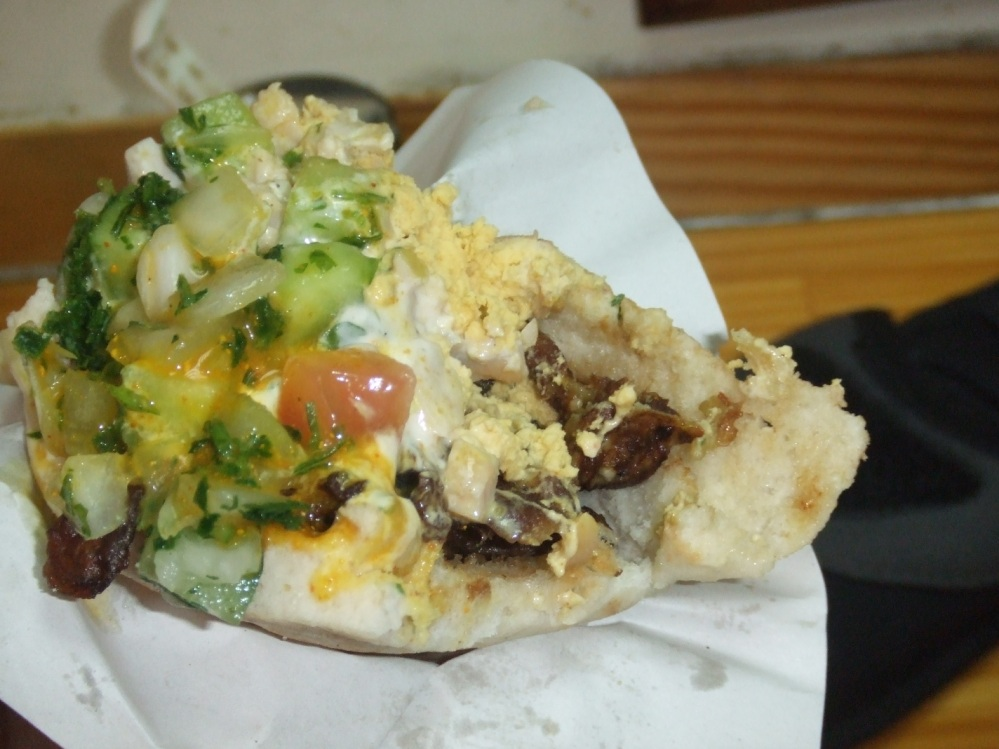